# Centre pour les humanités numériques et l'histoire de la justice
Le Centre pour les humanités numériques et l'histoire de la justice (CLAMOR) est une unité mixte de services (UMS 3726) créée le 1er septembre 2015 sous la double tutelle du CNRS et du ministère de la Justice, en partenariat des Archives nationales. Il édite la plateforme Criminocorpus et propose ses services de publication en lien avec la très grande infrastructure de recherche (TGIR) Huma-Num (UMS 3598) et le Centre pour l'édition électronique ouverte.

## Activités
Le CLAMOR assure des missions de veille technologique, de numérisations et d'édition de sources, de publications de recherches et de diffusion en éditant une revue, un blog et un portail dont l'intégralité des données sont en libre accès. Son champ d'intervention est l'histoire de la justice. Le CLAMOR réalise ses activités en partenariat. Il gère également des collections issues de fonds privés comme celui de Philippe Zoummeroff .

## Sites
Le CLAMOR gère tous les sites réalisés sous l'appellation Criminocorpus depuis 2005 
- Le musée d'histoire de la justice, des crimes et des peines[6],[7]
- La revue hypermédia, ouverte en 2010 sur OpenEdition Journals[8]
- Un blog d'informations sur hypotheses.org[9]